# Káto Apóstoloi
Káto Apóstoloi är en ort i Grekland.   Den ligger i prefekturen Nomós Kilkís och regionen Mellersta Makedonien, i den norra delen av landet, 300 km norr om huvudstaden Aten. Káto Apóstoloi ligger 92 meter över havet och antalet invånare är 608.
Terrängen runt Káto Apóstoloi är lite kuperad. Runt Káto Apóstoloi är det ganska glesbefolkat, med 43 invånare per kvadratkilometer. Närmaste större samhälle är Kilkis, 13,5 km nordost om Káto Apóstoloi. Trakten runt Káto Apóstoloi består till största delen av jordbruksmark.